# Puerto de Puerto Cabello
El puerto de Puerto Cabello es el mayor complejo portuario  de Venezuela.[cita requerida] Se encuentra en la parte occidental de la ciudad de Puerto Cabello.

## Historia

### Inicios
En tiempos de la Conquista y hasta entrado el siglo XVIII el principal puerto de la zona era el de Borburata, al este de lo que sería Puerto Cabello. Paulatinamente, las autoridades españolas transformarían los manglares entre ambas zonas para dar paso a un mayor puerto. El puerto fue administrado por la Compañía Guipuzcoana hasta 1782.

### sigloXX
El puerto fue afectado por el bloqueo naval a Venezuela de 1902-1903.
En el siglo XX las instalaciones portuarias de Puerto Cabello eran administradas por el gobierno regional a través del Instituto Autónomo de Puerto Cabello.

### Administración actual
En 2009 el presidente Hugo Chávez le quitó la administración de los puertos a la gobernación y la transfirió a un organismo controlado por el ejecutivo nacional, Bolipuertos. La logística propiamente es manejada actualmente por la compañía Puertos Albas, que es en un 51% propiedad venezolana y un 49% propiedad del estado de Cuba. El presidente de Puertos Albas es el general Pedro Castro, viceministro de Transporte Acuático y Aéreo. La parte cubana es administrada por ASPORT, Grupo Empresarial de la Industria Portuaria de Cuba.
A partir de 2010 el puerto ha sido asociado con escándalos por el caso PDVAL.
A finales de 2013 los comerciantes de la zona anunciaban que el puerto estaba colapsado, con un promedio de quince buques fondeados esperando tener acceso a un muelle para descargar. En los últimos años se ha incrementado la cantidad de alimentos que se importan a Venezuela.
A comienzos de 2014 diversos grupos han denunciado la posible presencia nuevamente de cientos de contenedores con miles de toneladas de alimentos con fecha de vencimiento en los muelles.
Las diputadas Neidy Rosal y Aura Montero han denunciado la existencia de más de 160000 toneladas de alimentos en estado de descomposición en las zonas del puerto y las instalaciones militares cercanas.
El puerto de Puerto Cabello es el principal punto de ingreso al país de importaciones. Tradicionalmente también era uno de los puntos de exportación de mercancías venezolanas.

## Características
- Área: 184 hectáreas
- Puestos de atraque: 32[8]
- Capacidad de silos: 119.550 toneladas
- Profundidad de canal: 11 metros[9]
- Capacidad de eslora y calaje: buques de 100 a 190 metros
- Profundidad de anclaje: 12,5 metros
- Profundidad de terminal de petróleo: 11 metros.

La zona de las dársenas presentan niveles de contaminación importantes.